# Asociația Administratorilor de Fonduri
Asociația Administratorilor de Fonduri (AAF) (fostă UNOPC până în mai 2008), este organizația profesională independentă neguvernamentală a operatorilor din industria Organismelor de Plasament Colectiv (O.P.C) din România care reunește:
- 23 societăți de administrare a investițiilor (S.A.I.) și administratori de fonduri de investiții alternative (AFIA)
- Fondul Proprietatea
- 4 banci depozitare

UNOPC a fost înființată în luna martie 1996 cu sprijinul Booz Allen Hamilton.
Din anul 2007, AAF este membră a European Fund and Asset Management Association (EFAMA).